# アールビーズ
株式会社アールビーズは東京都渋谷区にある出版社・イベント会社である。アシックスの傘下にあたる。

## 概要

### 沿革
1975年12月に前身となる株式会社ランナーズとして設立、翌年2月に雑誌「ランナーズ」を創刊した。創刊時の編集長は下條由紀子が務めた。1978年にはアメリカ合衆国ハワイ州のホノルルで開催された第5回ホノルルマラソンに日本初の国外マラソン団体ツアーを企画実施し、下條自身やシンガーソングライターの高石ともやなどが参加して、国外大会への参加を含む市民マラソンブームの素地を作った。
2009年12月にランナーズから現社名のアールビーズに社名変更した。由来は生涯スポーツであるマラソン（Run）、自転車（Bike）、水泳（Swim）の頭を取ったものである。

### 事業内容
上記のとおり、創業時から発行を続ける月刊誌「ランナーズ」事業を中核に、マラソン大会の運営、計測事業、ランニングポータルサイト「RUNNET」の運営も行なっている。
主なマラソン大会の運営としては、東京マラソン、大阪マラソン、北海道マラソン、京都マラソン、福知山マラソン、みやぎ復興マラソンなど、市民マラソンが多い。これは、創業した1970年代当時において日本国内のマラソン大会は競技者向けの大会が大半だった状況を踏まえ、「制限時間を気にせずに走れる大会」を求めて、「日本にないならば海外に行けばよい」としてホノルルマラソンツアーを実施した同社の経営理念を反映させたものでもある。
またスポーツイベントの主催もおこなっており、富士山マラソン、東京柴又100K、沖縄100Kウルトラマラソン、表参道ウイメンズラン、Mt.富士ヒルクライムなどがある。
雑誌「ランナーズ」の読者を中心の会員「ランナーズクラブ」や、社会貢献に功績を讃える「ランナーズ賞」がある。全国ランニング大会100撰を1997年以降毎年ウェブサイト「RUNNET」および雑誌「ランナーズ」に発表している。
また、日本におけるトライアスロンの普及にもランナーズ社は大きく貢献している。トライアスロン自体は1974年にアメリカ合衆国カリフォルニア州サンディエゴで世界初の大会が行われたとされるが、1979年には同国ハワイ州で行われたトライアスロン大会を初めて取材し「ランナーズ」誌で紹介した。1984年にはその内容を独立させた月刊誌「トライアスロンジャパン」を創刊し、同競技唯一の情報誌として評価されてきたが、2009年1月に発行を終えている。
2010年にはランニングやウォーキングをはじめとする市民参加型スポーツの普及・振興を目的とした非営利法人として「一般財団法人アールビーズスポーツ財団」を設立した。同財団はその後に公益財団法人となり、下條由紀子が理事長を務めたのち、2025年時点ではアールビーズ社の代表取締役を務めていた橋本治朗が理事長を務めている。
2025年4月時点での同社代表取締役は社長の黒崎悠と井上太郎の二人が務めている。黒崎は正則学園高校で全国高校駅伝、国士舘大学では箱根駅伝に2回出場した後にランナーズ社（当時）へ入社し、「ランナーズ」誌編集長を務めた経歴をもつ。

## 事業所
いずれも2025年4月時点。
- 本社（東京都渋谷区）
- 北海道事業所（北海道札幌市）
- 盛岡事業所（岩手県盛岡市）
- 仙台事業所（宮城県仙台市）
- 西小山事業所（東京都目黒区）
- 名古屋事業所（愛知県名古屋市）
- 福井事業所（福井県福井市）
- 大阪事業所（大阪府大阪市）
- 四国事業所（愛媛県松山市）
- 福岡事業所（福岡県福岡市）
- 鹿児島事業所（鹿児島県鹿児島市）
- 沖縄事業所（沖縄県那覇市）

## 雑誌
- ランナーズ（1976年創刊）
- トライアスロンジャパン（1984年創刊、2009年発行停止）
- ファンライド（1993年創刊）
- スイム（2003年に創刊）